# Hylopezus
Hylopezus là một chi chim trong họ Grallariidae.